# Spilosoma neurica
Spilosoma neurica är en fjärilsart som beskrevs av George Francis Hampson 1911. Spilosoma neurica ingår i släktet Spilosoma och familjen björnspinnare. Inga underarter finns listade i Catalogue of Life.